# Société hongroise de géographie
La Société hongroise de géographie (en hongrois : Magyar Földrajzi Társaság, [ˈmɒɟɒɾ ˈføldɾɒjzi ˈtaːɾʃɒʃaːg], MFT) est une société savante, fondée en 1872, par János Hunfalvy.

## Histoire
La création de la Société hongroise de Géographie le 12 janvier 1872 est rendue possible par deux événements. Le premier est la création de la première chaire de géographie à l'Université de Pest (ancêtre de l'Université Loránd Eötvös de Budapest) en 1870. Le second est l'appel lancé lors du Ier Congrès international de Géographie tenu à Anvers en 1871, qui consiste en la création de sociétés savantes de géographie partout où cela est possible.
Aux côtés de János Hunfalvy, président de la chaire de géographie, d'autres noms illustres de la géographie hongroise participent à cette fondation : Ármin Vámbéry, Antal Berecz, Albert Bieltz, Pál Gönczy, Frigyes Reitz, József Szabó, Kálmán Szily, Ágoston Tóth, János Xántus et Mór Déchy. Leur objectif est alors de « susciter l'intérêt pour la géographie par la diffusion des connaissances géographiques et encourager plus spécifiquement la recherche et la diffusion des savoirs concernant la géographie hongroise ».
1. ↑  « a földrajzi ismeretek terjesztése által a földrajzi tudomány iránt érdekeltséget gerjeszteni és különösen hazánk földrajzi viszonyainak kutatását és ismertetését előmozdítani. »

## Liste des présidents

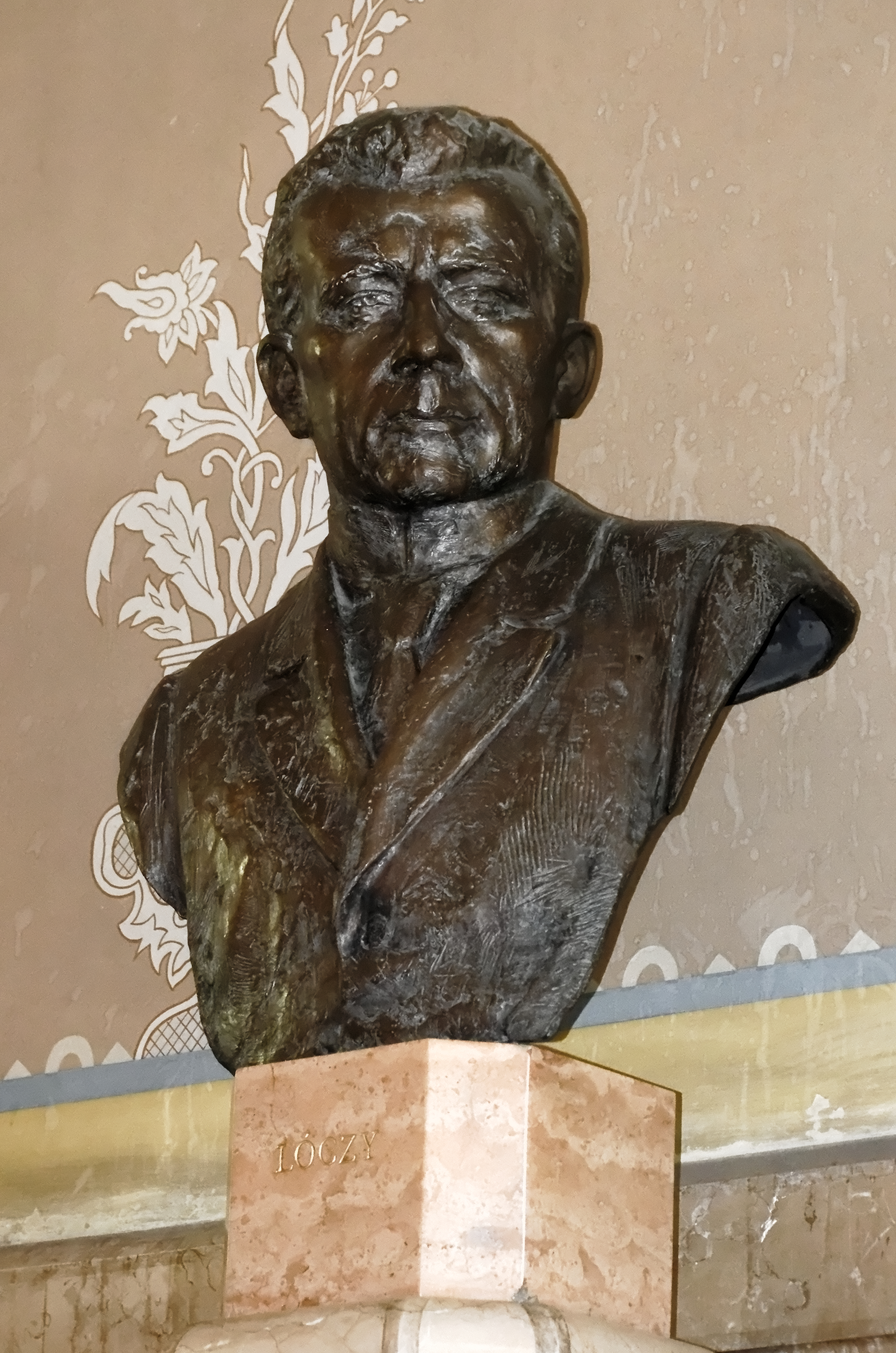
Buste de Lajos Lóczy dans le hall de l'Institut d'État hongrois de géologie

| Présidents de la Société hongroise de géographie classés par date de nomination |                    |
| 1872                                                                            | János Hunfalvy     |
| 1888                                                                            | Ármin Vámbéry      |
| 1890                                                                            | Lajos Lóczy        |
| 1894                                                                            | Béla Erődi-Harrach |
| 1904                                                                            | Lajos Lóczy        |
| 1914                                                                            | Jenő Cholnoky      |
| 1941                                                                            | Béla Bulla         |
| 1946                                                                            | Tibor Mendölt      |
| 1952                                                                            | Béla Bulla         |
| 1956                                                                            | László Kádár       |
| 1962                                                                            | Pál Zoltán Szabó   |
| 1965                                                                            | László Kádár       |
| 1973                                                                            | Sándor Radó        |
| 1981                                                                            | Márton Pécsi       |
| 1989                                                                            | Gyula Bora         |
| 1993                                                                            | Sándor Marosi      |

## Quelques membres illustres
- Rodolphe d'Autriche
- János Hunfalvy
- Pál Teleki
- Sámuel Teleki
- Ármin Vámbéry
- Béláné Mocsáry